# Y a-t-il quelqu'un pour tuer ma femme ?
Pour plus de détails, voir Fiche technique et Distribution.
Y a-t-il quelqu'un pour tuer ma femme ? (Ruthless People) est un film américain réalisé par Jerry Zucker, Jim Abrahams et David Zucker, sorti en 1986. 

## Synopsis
Le richissime homme d'affaires Sam Stone a tout pour être heureux, sauf qu'il est marié avec Barbara. Sa maîtresse, Carol, est seulement intéressée par son argent, elle veut le voir disparaître pour hériter de sa fortune. Ken et Sandy, un couple de jeunes mariés sans le sou, décident d'enlever la femme de Sam Stone. Leurs ennuis commencent. Stone refuse de payer la moindre rançon pour récupérer sa redoutable épouse, et celle-ci rend la vie impossible aux ravisseurs...

## Fiche technique
- Titre français : Y a-t-il quelqu'un pour tuer ma femme ?
- Titre original : Ruthless People
- Réalisation : Jerry Zucker, Jim Abrahams & David Zucker
- Scénario : Dale Launer d'après l'histoire The Ransom of Red Chief de O. Henry
- Musique : Michel Colombier
- Photographie : Jan de Bont
- Montage : Gib Jaffe & Arthur Schmidt
- Production : Michael Peyser
- Sociétés de production : Touchstone Pictures & Silver Screen Partners II
- Société de distribution : Buena Vista Distribution
- Pays :  États-Unis
- Langue : Anglais
- Format : Couleur - Dolby - 35 mm - 1.85:1
- Genre : Comédie
- Durée : 93 min
- Public : Tous
- Date de sortie:  France : 10 décembre 1986
- Affiche : Jouineau Bourduge (France)

## Distribution
- Danny DeVito (VF : Alain Dorval) : Sam Stone
- Judge Reinhold  (VF : Patrick Poivey) : Ken Kessler
- Bette Midler (VF : Élisabeth Wiener) : Barbara Stone
- Helen Slater (VF : Martine Irzenski) : Sandy Kessler
- Anita Morris (VF : Martine Messager) : Carol Dodsworth
- Bill Pullman (VF : José Luccioni) : Earl Mott
- William G. Schilling (VF : Henri Poirier) : Le commissaire Henry Benton
- Art Evans (VF : Robert Liensol) : Le Lieutenant Bender
- Clarence Felder (en) (VF : Roger Lumont) : Le lieutenant Walters
- J.E. Freeman (VF : Bernard Tixier) : Le « Tueur des Dortoirs »
- Jim Doughan (VF : Vincent Violette) : un policier

## Vidéographie
- Burbank, Calif. : Buena vista home entertainment [éd.] ; Neuilly : Film office [distrib.], 1987 (DL). - 1 cass. vidéo (1 h 30 min) : coul., SECAM ; 1/2 pouce VHS. Copyright : Touchstone home video, cop. 1986. - Touchstone home video 48522 (Boîte).